# Attilio Bernardini
Attilio Bernardini (* 28. August 1888 in São Paulo; † 23. März 1975 in São Vicente) war ein brasilianischer Gitarrist und Komponist.

## Leben
Bernardini studierte ab 1917 am Conservatório Dramático e Musical de São Paulo Komposition und, nachdem er die spanische Gitarristin Josefa Robleda in einem Konzert gehört hatte, Gitarre. Ab 1924 unterrichtete er selbst und galt als einer der besten Gitarrenlehrer in São Paulo. Zu seinen bekanntesten Schülern dürften Anibal Augusto Sardinha (Garoto) (1915–1955), José Alves da Silva (Aymoré) (1908–1979) und Ronoel Simões (1919–2010) gehören. Ab den 1940er Jahren verfasste er mehr als 25 Kompositionen für Gitarre.

## Werke

### Kompositionen
Die Werkliste orientiert sich an der Zusammenstellung von Vincenzo Pocci:
- Amisade (Valsa)
- Beira-Mar (Valsa), 1942
- Bobagem (Chôro)
- Cacique (Tango Brasileiro), 1942
- Chôro No. 1, 1942
- Cinco Peças Fáceis („Fünf leichte Stücke“, Album No. 1 und Album No. 2, ca. 1942)
- Conto Oriental No. 1, ca. 1940–1949
- Cruzeiro
- Dança dos Tangarás
- Dueto Mozartino
- Edith (Gavota-Camargo)
- Estudio em Mi (unveröffentlicht, 1939)
- Estudio ritmico No. 5
- Ilusão (Valsa Brasileira)
- Irma (Valsa), 1945
- Jota Aragonesa, 1942
- Mágoas (Valsa), 1942
- Na Praia (Valsa), 1970
- Noites de Espanha (Serenata), 1942
- Olhos Negros (Aria Russa), 1942
- Pra Você (Chôro)
- Preludio No. 8 (unveröffentlicht)
- Renuncia (Mazurka), ca. 1940–1949
- Veneração (Trêmulo), 1970
- Violeta (Valsa Brasileira), 1942

### Arrangements für Gitarre
- Reverie, Op. 15, Nr. 7 von Robert Schumann, 1942
- Cruzeiro (Maxixe) von Theotonio Corrêa

### Lehrwerk
An Lehrwerken ist eine Sammlung „vorbereitender Übungen“ sowie eines für den Instrumentenhersteller Giannini in den 1960er Jahren  nachzuweisen:
- Lições Preparatórias: A Nova Técnica do Violão – Escola de Tárrega. Sao Paulo: Irmãos Vitale, ISBN 85-7407-145-5
- Método Prático para Violão. Contendo as tonalidades em diferentes posiçones e uma serie de modulaçones nas mesmas. Aut. Prod. Attilio Bernardini. 1.A Edição. Editores Tranquillo Giannini S.A.